# Tanjung Pinang (Jambi Timur)
Tanjung Pinang is een bestuurslaag in het regentschap Jambi van de provincie Jambi, Indonesië. Tanjung Pinang telt 11.788 inwoners (volkstelling 2010).